# Campeonato Gaúcho 1926
In 1926 werd het zesde Campeonato Gaúcho gespeeld voor voetbalclubs uit de Braziliaanse staat Rio Grande do Sul. Er werden regionale competities gespeeld en de kampioenen ontmoetten elkaar in de finaleronde die gespeeld werd van 27 november tot 5 december. Grêmio werd voor het eerst kampioen.

## Knock-outfase
|  | Halve finale         | Halve finale    |       |  | Finale | Finale |  |
|  |                      |                 |       |  |        |        |  |
|  |                      |                 |       |  |        |        |  |
|  | Grêmio               | 6               |       |  |        |        |  |
|  | Guarany de Cachoeira | 2               |       |  |        |        |  |
|  |                      |                 |       |  |        |        |  |
|  |                      |                 |       |  |        |        |  |
|  |                      |                 |       |  | Grêmio | 3 (1)  |  |
|  |                      | Guarany de Bagé | 3 (0) |  |        |        |  |
|  |                      |                 |       |  |        |        |  |
|  |                      |                 |       |  |        |        |  |
|  |                      |                 |       |  |        |        |  |
|  |                      |                 |       |  |        |        |  |
|  | Guarany de Bagé      | 9               |       |  |        |        |  |
|  | Independente         | 3               |       |  |        |        |  |

Details finale
Na de reguliere speeltijd stond het 3-3. Er werd daarna nog een verlenging gespeeld waarin Grêmio de winning goal maakte. 
|                   |                           |       |                    |                                    |
| 5 december Finale | Grêmio                    | 3 – 3 | Bagé               | Chácara das Camélias, Porto Alegre |
| 5 december Finale | Esperança Domingos Coró , |       | Pardo Omar Nicanor | Chácara das Camélias, Porto Alegre |

|  | Grêmio | Guarany de Bagé |

## Kampioen
| Campeonato Gaúcho de 1926  |
| Porto Alegre               |
| -------------------------- |
| GRÊMIO Kampioen (3° titel) |